# 蘇民将来

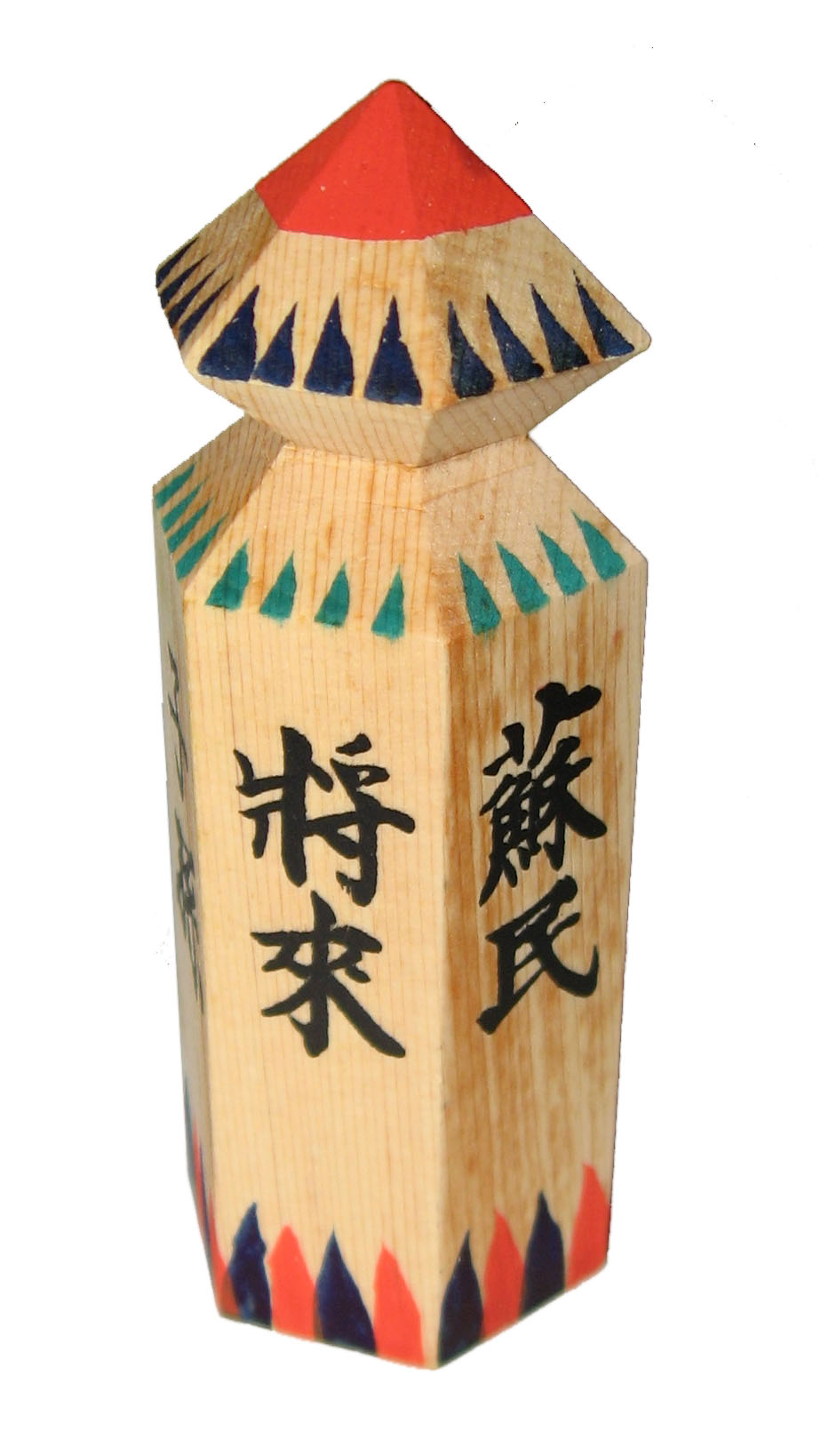
蘇民将来護符（神戸・祇園神社）

蘇民将来（そみんしょうらい、非略体: 蘇民將來、蘓民將耒、 – 将耒、など）は、8世紀初めの備後国風土記に記された人物であり、日本各地に伝わる説話、およびそれを起源とする民間信仰となっている。こんにちでも「蘇民将来」と記した護符は、日本各地の国津神系の神（おもにスサノオ）を祀る神社で授与されており、災厄を払い、疫病を除いて、福を招く神として信仰される。また、除災のため、住居の門口に「蘇民将来子孫」と書いた札を貼っている家も少なくない。なお、岩手県県南では、例年、この説話をもとにした盛大な蘇民祭がおこなわれる。陰陽道では天徳神と同一視された。

## 説話
古くは鎌倉時代中期の卜部兼方『釈日本紀』に引用された『備後国風土記』の疫隈国社（えのくまのくにつやしろ。現広島県福山市素盞嗚神社に比定される）の縁起にみえるほか、祭祀起源譚としておおむね似た形で広く伝わっている。

すなわち、旅の途中で宿を乞うた武塔神（むたふ（むとう）のかみ、むとうしん）を裕福な弟の巨旦将来は断り、貧しい兄の蘇民将来は粗末ながらもてなした。後に再訪した武塔神は、蘇民の娘に茅の輪を付けさせ、蘇民の娘を除いて、皆殺しにして滅ぼした。武塔神はみずから速須佐雄能神（スサノオ）と正体を名乗り、以後、茅の輪を付けていれば疫病を避けることができると教えたとする。
蘇民将来の説話は、一般には、「弟（巨旦将来）の一族（一家）が滅んで、兄（蘇民将来）の一族（一家）は助かった」と誤解されているが、よく読めば、「蘇民の女子一人を置きて、皆ことごとく殺し滅ぼしてき」と書いてあるので、実は、「弟（巨旦将来）の一族（一家）だけでなく、兄（蘇民将来）の一族（一家）も、娘一人を除いて、蘇民将来自身も含めて、滅ぼされている」ことがわかる。
また、異説もあり、そちらでは、「子と婦」（人数不明）が助かったことがわかる。「婦」が、「妻」のことなのか、「成人女性（成人した娘）」のことなのか、不明。それ以外は、やはり、蘇民将来自身も含めて、皆殺しにされている。

しかし、「善行を働いた蘇民将来とその一族（家族）が殺されるのは理不尽である」と、昔の人も感じたのか、「蘇民将来自身と蘇民将来の一族（家族）も殺された」ことは敢えて強調されず、「弟（巨旦将来）の一族（一家）が滅んで、兄（蘇民将来）の一族（一家）は助かった」という、勧善懲悪の物語として、誤解されたまま広まった（広められた）ものと考えられる。
『祇園牛頭天王御縁起』では、蘇民の娘は古単（巨旦）の妻でもあると解釈することで、弟一族のみが蘇民の娘一人を除いて皆殺しにされたと解釈している。また、蘇民の一族も、皆殺しにされることはなく、牛頭天皇から、願い事が叶う牛玉をもらって、富貴となっている。

## 武塔神の起源
武塔神については、密教でいう「武答天神王」によるという説と、尚武の神という意味で「タケタフカミ（武勝神）」という説が掲げられるが、ほかに朝鮮系の神とする説もあり、川村湊は『牛頭天王と蘇民将来伝説』のなかで武塔神と妻女頗梨采女（はりさいじょ）の関係と朝鮮土俗宗教である巫堂（ムーダン）とバリ公主神話の関係について関連があるのではないかとの説を述べている。

神奈川大学中国語学科教授にして中国民間文芸研究家の山口建治は、自著「五道神と武塔神」で、隋唐代の中国民間信仰の神である、「五道大神」（ごどうだいしん）が、武塔神の原型になったとする説を唱えている。以下に要約を記す。
大陸の疫神信仰と日本古代の疫神信仰とを比較検討し、8世紀後半に顕在化する日本古代の疫神（やくじん、疫病神）祭祀は、中国の「郷儺」と呼ばれる瘟神祭祀そのものであったとする。
中国民間には、疫病を免れるために、東西南北中の五つの方位それぞれに、非業死した五人の人物を配し祀る「五瘟神（ごおんしん）」の信仰があり、それが冥界の死魂（亡者＝鬼）を統べる五道大神と習合した。
紀元前後頃に仏教が中国に伝わり、道教と接触することにより、元々は道教の泰山府君の部下であった「五道大神」が、仏教の五道輪廻の五道の観念と密接に結びつき、死魂（亡者＝鬼）を管理する、冥界の神になった。
この五道（大）神が日本に伝わり、武塔神の原形となったとする。
その根拠は、五道（ウタウ）と武塔（ムタフ）で語形が類似することと、「冥界の神にして、地上を巡遊し、死者を審判する、疫神」という、五道大神の性格が、習合対象となった、根の国の神であるスサノオ神と酷似しているからである。
仏教の「五道」は、地獄の冥王の中の、五道輪廻（仏教には六道輪廻、すなわち、天道・人道・阿修羅道・畜生道・餓鬼道・地獄道の説があり、阿修羅道を除くと五道輪廻となる）を主管する一人の冥司であった。
中国の泰山信仰では、生死を主管する泰山（神）がいて、その部下に五道大神がいた。中国本土の「五道大神」は、冥府の「東西南北中」各道の入口を守備する、冥界の路・関所を守る五人の神を指していた。
次第に、両者の「五道」が合わさって一つとなり、中国の葬送文化に取り入れられた。
五道大神は亡者の行き先を差配（決定）する神であると人々に信じられ、6～7世紀の中国での五道大神の人気ぶりは、閻羅王を凌ぐ勢いであった。

また、仏教中の五道大神は武人の姿であったので、後には「五道将軍」とも称されるようになった。
3世紀の呉の支謙 訳の「太子瑞應本起経」に、修行中の悉多太子（シッダールタ、釈迦）が、五道を主る大神に会う場面が描かれる。

忽然として五道を主る大神を見る、名を賁識と曰う。
最も独り剛強にして、左に弓を執り、右に箭を持ち、腰に利剣を帯ぶ。
居る所は三道の衢にして、一に天道と曰い、二に人道と曰い、三に悪道と曰う。
此れ所謂、死者の魂神の当に過ぐべき所を見（しめ）す者なり。
太子到りて問うに、「何れの道か従う所は」と。
賁識惶し、弓を投げ箭を釈て、剣を解き、逡巡して示すに天道を以てして曰く、「是の道こそ従う可し」と。

弓矢を持ち、腰に剣を帯びる、武人のいでたちで、天道・人道・悪道の衢（分かれ道）で、死魂（亡者 = 鬼）に行き先を指し示すのが、五道大神の第一の役割であった。

4世紀の東晋の人曇摩難提翻訳・道安補正の小乗漢訳仏典である、「増壹阿含経」の巻二十七「邪聚品第三十五」には、仏弟子優頭槃を助けて活躍する、五道大神の説話がある。

釈尊が弟子の優頭槃を派遣して、羅閲（王舎）城の一長者、毘舎羅先に、釈尊の病を治す湯を布施させて、その功徳により得度させる、くだりがある。
毘舎羅先は、はじめは優頭槃の申し入れに対して、「自分は五道大神を信奉しているから」と、その要請を拒む。
すると優頭槃の従者に身をやつしていた五道大神が、いきなり大きな鬼神の姿に変身し、右手に剣を持ち、
「今、我が身は五道大神なり、速やかにこの沙門に湯を与え、足を稽留するなかれ」
と脅したので、毘舎羅先は素直に従った、とある。

初期仏典中で、五道大神が、ある程度のストーリー性をもって描かれるのは、唯一この経のみである。
「増壹阿含経」は、全篇を通じて、釈迦が祇園精舎で説教した事跡を繰り返し語る経典であり、武塔神が日本の祇園社と結びついたのも必然であった。

「増壹阿含経」は、奈良時代の日本に伝えられ、また、静然撰「行林抄」、永厳撰「要尊法」、実運撰「諸尊要抄」、実運撰「祕藏金寶鈔」などの、日本の密教系仏典に、五道大神に言及するものがある。伝来した道教思想が密教に入り込み、または、陰陽道の名において、民間に伝播・普及したものと考えられる。
他にも、「日本霊異記」の下巻第二二縁、下巻二三縁に登場する冥界の王が、五道将軍・五道大神のことだとされる。
「増壹阿含経」は、「今昔物語集」のいくつかの説話の原拠になっている。今昔物語集の巻六第三十五に「五道大臣」が登場する。
仏教説話集「宝物集」の本文には「鬼子母は五道大臣の妻なり」とある。
五道大臣は五道大神のことだとされる。
「都名所図会」の巻之四の車折社の条には、「五道冥官降臨の地なりとぞ。……五道冥官焔魔王宮の庁に出でて善悪を糺し，金札・鉄札を見て違変なきを当社の風儀とするか」とある。
占部兼方は、「釈日本紀」で、「祗園を行疫神となす武塔天神の御名は世の知る所なり」と述べている。このことから判断して、祗園天神堂の神は本来は武塔天神であったと考えられ、いつしか祗園御霊会の展開の中で、天神とは牛頭天王のことだとみなされるようになった。
祗園社と牛頭天王と蘇民将来とが結びつけて語られるのは、14世紀末には成立していた「簠簋内伝」においてである。
「簠簋内伝」では、「王舎城の大王を名づけて、商貴帝と号す……今、裟婆世界に下生し、改めて牛頭天王と号す」とあり、この「商貴」は「鍾馗」とされることから、牛頭天王は、鍾馗とも習合していることがわかる。
日本では、日本に伝わった小乗仏典、密教仏典、日本の密教系仏書に、五道大神にいくらか言及するものがある他は、まともにこの神をとりあげた記録は見いだせず、総じて、日本では五道大神・五道将軍への信仰は、ほとんど無視されてきた。
「増壹阿含経」はじめ「阿含経」全体が小乗仏教の経典ゆえに、日本では軽んじられたことから、そこに登場した五道大神という小さな神が、人々の記憶から消えさったとしても、怪しむに足りない。
現在では、「五道大神」への信仰は、中国では衰退し、日本では完全に忘れ去られている。

## 蘇民将来の起源

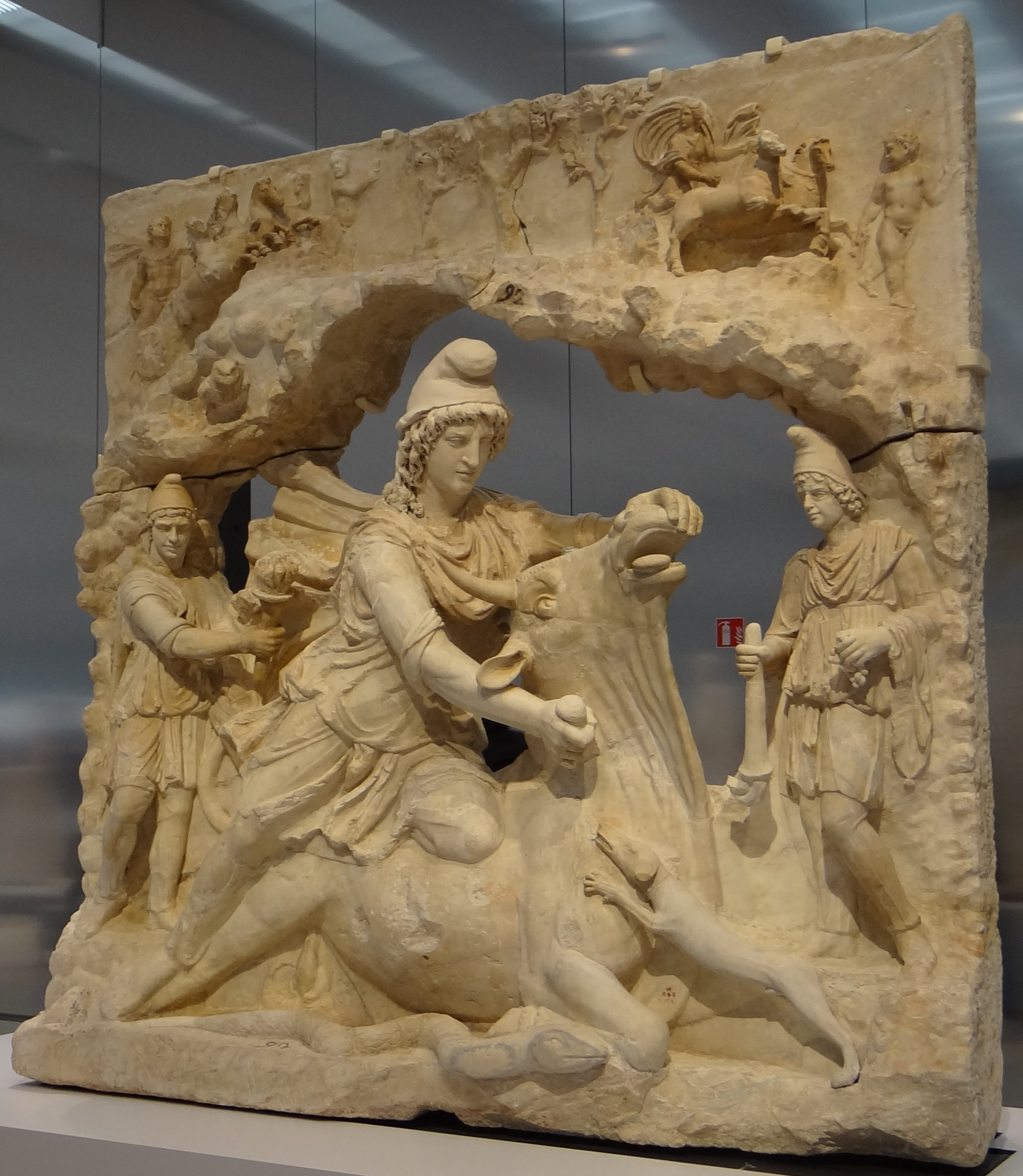
（参考）牡牛（＝悪魔）を屠る太陽神ミトラス

武塔神や蘇民将来がどのような神仏を起源としたものであるかは今もって判然としていない。
蘇民将来についても、何に由来した神かは不明であるものの、災厄避けの神としての信仰は平安時代にまでさかのぼり、各地でスサノオとのつながりで伝承され、信仰対象となってきた。

もっとも、個人名や当て字ではなく、単純に、漢字の字義通りに読み下ろして、蘇を動詞として考え、「将来、蘇（よみがえ）る民」という意味なのかもしれない。つまり、蘇民将来（の一族）は、武塔神（牛頭天王）に滅ぼされても（＝死んでも）、それは一度目の（＝仮の）死であって、将来（＝近い未来に、まさに来る）、（神の国において）復活するのかもしれない。この逸話は、そのような信仰を前提にしているのかもしれない。そして、死んだ者達とは別に、蘇民将来（の一族）の子孫は生き残っている点も重要である。
であれば、弟の巨旦将来も、個人名や当て字ではなく、単純に、漢字の字義通りに読み下ろすべきであろう。そしてそれは、蘇民将来の意味とは、対称的な、正反対の（存在を表す）意味に、なるはずである。
「将来、巨旦する」では意味が分からない。「巨旦」（コタン）を一つの単語として扱うと意味が分からない。これは、「将来、巨にして旦となる（存在、者）」のように、「巨」と「旦」を分けて、それぞれの漢字の字義を、性質を表すもの＝形容詞として、考えるべきであろう。そして、コタンは「古単」「古端」「巨端」とも書くが、これらも「コタン」の単なる当て字ではなく、「古」・「単」・「端」も、性質を表すもの＝形容詞として、考えるべきであろう。
つまり、「コタン将来」とは、「古にして単にして端にして、将来、巨にして旦となる（存在、者）」という意味かもしれない。
即ち、「遥かな古より存在し、単一・単独・唯一の存在であり、歴史の端（＝始まりと終わり）に存在して不動であり、将来、巨大となり、（何度滅んでも）旦（＝夜明け、明け方）とともに（何度でも）再生する（存在、者）。そして子孫を残さない永遠の（存在、者）」。

## 祭祀
蘇民将来の逸話を基に岩手県内を始め各地には蘇民祭が伝わっており、とくに奥州市水沢区の天台宗妙見山黒石寺の黒石寺蘇民祭をはじめとする岩手県内の蘇民祭は選択無形民俗文化財に選択されている。また、京都の八坂神社や伊勢・志摩地方の年中行事では、厄除け祈願として、茅の輪くぐりや「蘇民将来」と記された護符の頒布、注連飾りなどの祭祀が盛んに行われている。
京都祇園社の祇園祭は、元来は御霊を鎮めるためにおこなわれたのが最初であったが、平安時代末期には疫神を鎮め、退散させるために花笠や山車を出して市中を練り歩く「やすらい（夜須礼）」の祭祀となった。山車につけられた山鉾は空中の疫鬼を追いこむための呪具、花笠は追い立てられた厄鬼を集めてマツの呪力で封じ込めるための呪具であり、また、祭りの際の踊りは、本来、地に這う悪霊を踏み鎮める呪法であった。悪霊や疫鬼は、これらによって追い立てられて祇園感神院（八坂神社）に集められるが、そこには蘇民将来がおり、また、疫鬼の総元締めであるスサノオが鎮座して、その強い霊威によって悪霊や疫鬼の鎮圧・退散が祈願されたのである。

## 護符

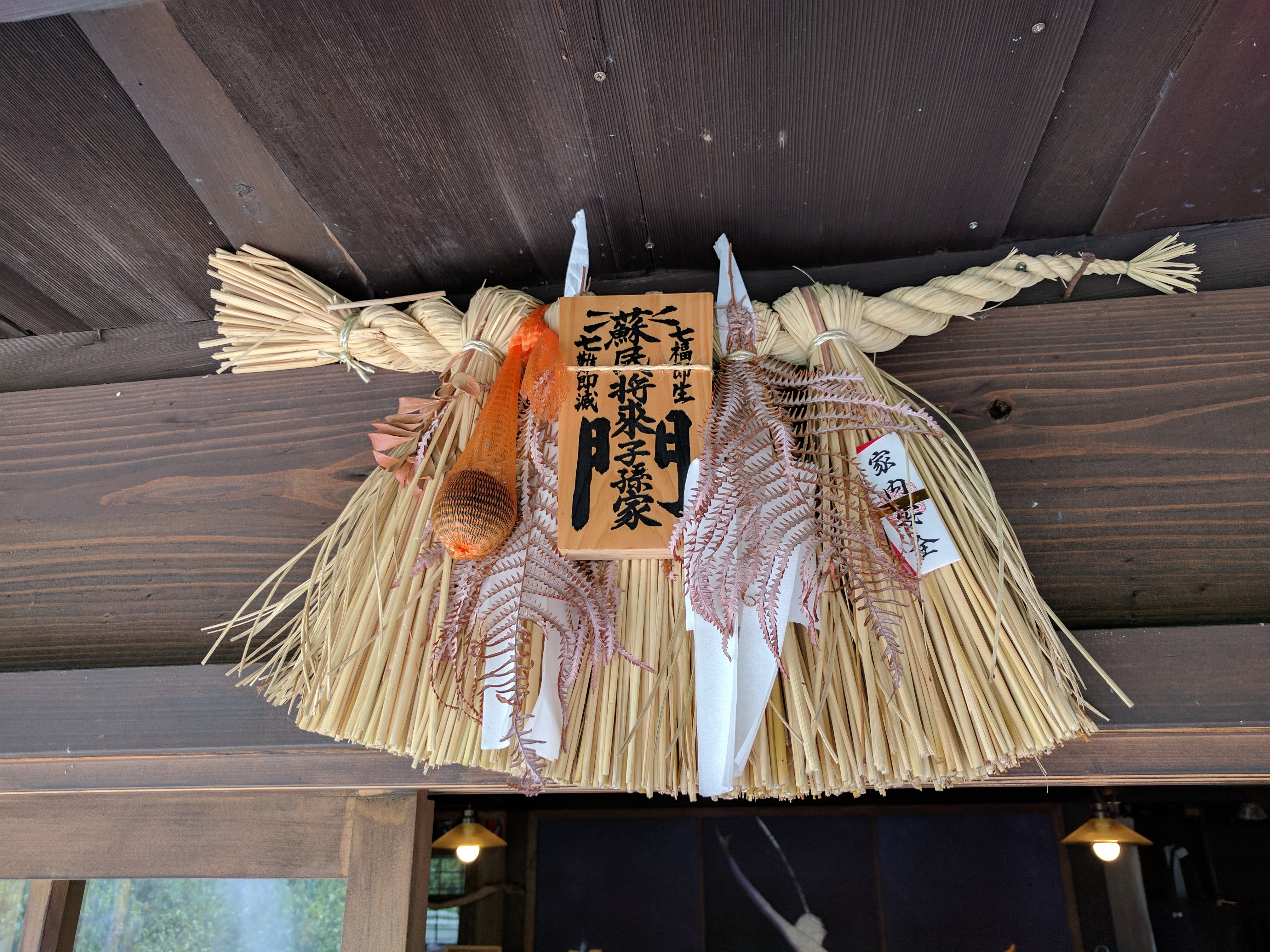
蘇民将来子孫家門の注連縄

晴明紋

現存する最古の蘇民将来符と目されているものは、長岡京右京六条条間南小路北側から出土した「蘇民将来之子孫者」と書かれた札である。
蘇民将来の護符は、避疫の利益があるとされ、スサノオ（牛頭天王）と縁の深い寺社で頒布されている。護符は、紙札、木札、茅の輪、ちまき、角柱など、さまざまな形状・材質のものがある。また、単に「蘇民将来」といえば護符そのものを指すこともある。護符には「蘇民将来子孫也」「蘇民将来子孫之門」といった文言や、晴明紋が記されていることが多い。家内安全や無病息災のお守りとして門口に吊されたり、鴨居に飾られるなどする。八坂神社や信濃国分寺八日堂で頒布されるものが特に有名である。また、金神や歳徳神同様、蘇民将来も方位神として陰陽道に取り込まれ天徳神という名で呼ばれている。
八坂神社（京都市）
祇園祭の行われる7月には社頭や各山鉾にて「蘇民将来子孫也」と記した「厄除粽（ちまき）」が授与される。7月31日には摂社「疫神社」において「夏越祭」が行われ「茅之輪守」が授与される。他につり下げ型の八角木守もある。
信濃国分寺八日堂（長野県上田市）
六角柱のこけし型をなす。上田市指定有形民俗文化財に指定されているほか、毎年1月7日から8日にかけての八日堂縁日での頒布習俗が「上田市八日堂の蘇民将来符頒布習俗」として国の選択無形民俗文化財に選択されている。
陸奥国分寺薬師堂（仙台市若林区）
八角柱で房のついたつり下げ型をなす。
岩木山神社（青森県弘前市）
紙製のお札で呪文と晴明紋が記されている。
黒石寺（岩手県奥州市水沢区〈旧水沢市〉）
黒石寺蘇民祭で有名。六角柱のつり下げ型をなす。
笹野観音（山形県米沢市）
八角柱の形状。紙製で梵字や五芒星を記したものもある。
円福寺（千葉県銚子市）
木製板状で梵字と呪文が記されている。
竹寺（埼玉県飯能市）
六角柱のこけし型。
妙楽寺（長野県佐久市）
木製板状で梵字と呪文・晴明紋が記されている。
津島神社（愛知県津島市）
六角柱のこけし型。
松下社（三重県伊勢市二見町）
注連飾りの形状をしており、木札に「蘇民将来子孫家門」などと記す。伊勢志摩地方でよく見られる形式。
祇園神社（神戸市兵庫区）
六角柱のこけし型。紙の一端をこより状にしたものもある。
八雲神社（栃木県芳賀郡茂木町）
「八雲神社」の総本社である八坂神社のものと似た、六角柱形のつり下げ型。